# Nic.
Nic. is een Nederlandse korfbalvereniging uit de stad Groningen. Nic. werd opgericht op 20 december 1920 door H.J. Jonker en A.J.G. Strengholt. De naam Nic. verwijst naar Nico Broekhuysen, die het korfbal heeft uitgevonden.

## Prestaties
Het eerste team van Nic. speelt op het vierde niveau in de Nederlandse competitie. De club heeft daarnaast verschillende malen spelers afgevaardigd naar regionale of nationale selecties. Zo speelde Jopie van der Geest mee in het demonstratieduel tegen België op de Olympische Spelen van 1928 in Amsterdam.
Na de Tweede Wereldoorlog speelde  Nic. enige tijd op een lager niveau. In 1972 wist het (voor één jaar) weer de Hoofdklasse te bereiken. 
In 1991 bereikte het zowel op het veld als in de zaal structureel de hoogste klassen. In 1994 werd het voor het eerst landskampioen, op het veld. Deze prestatie werd herhaald in 1998. Het team was verliezend finalist in 1997. In de zaal werd ook twee keer de finale in Ahoy gehaald. In 1999 verloor het van PKC, in 2000 van KV Die Haghe. In 2007 werd het derde. Een zaaltitel op het hoogste niveau behaalden de Groningers echter nooit. Sinds 1994 levert Nic. weer internationals voor het Nederlands team. Onder anderen Kees Vlietstra en Taco Poelstra (in een verkiezing uitgeroepen tot "Grootste Korfballer aller Tijden"). In 2009 werd Michiel Gerritsen uitgeroepen tot beste korfballer van de wereld. 
In 2014 degradeerde Nic. uit de Korfbal League. In 2018 eindigde de club op de laatste plaats in de Hoofdklasse A (zaal). Anno 2025 speelt de club zowel in de veld- als in de zaalcompetitie in de overgangsklasse; het vierde niveau van Nederland.

## Erelijst
- Nederlands kampioen veldkorfbal, 2× (1994, 1998)

## Samenwerking
Nic. werkt nauw samen met andere Groninger korfbalclubs en heeft anno 2016 een aantal jeugdteams samen met stadgenoot Hoogkerk gevormd. Daarnaast was Nic. een van de Groninger clubs die deelnemen in het Energy Valley topsportprogramma, samen met onder meer Lycurgus, Donar en FC Groningen.